# Fever (bài hát của GFriend)
"Fever" (tiếng Hàn: 열대야; Romaja: Yeoldaeya) là một bài hát của nhóm nhạc nữ Hàn Quốc GFriend trong mini album thứ bảy của nhóm, Fever Season (2019). Bài hát được phát hành vào ngày 1 tháng 7 năm 2019, thông qua Source Music.

## Sáng tác
Bài hát được viết và sản xuất bởi C-no, Ung Kim và Iggy, những người từng sản xuất tất cả các đĩa đơn của nhóm cho đến "Summer Rain". Nó được Tamar Herman của Billboard mô tả như một "bản nhạc dance mượt mà, tất cả đều nói về sức nóng của một mối tình lãng mạn không hề giảm đi ngay cả trong đêm hè mát mẻ".

## Tác động thương mại
Bài hát ra mắt và đạt vị trí số 27 trên Gaon Digital Chart cho đến tuần kết thúc vào ngày 30 tháng 6 năm 2019. Bài hát cũng đứng ở vị trí số 5 trên bảng xếp hạng tải xuống tổng hợp và vị trí số 32 một tuần sau khi phát hành bài hát trên bảng xếp hạng lượt phát trực tuyến.

## Video âm nhạc
Một video âm nhạc cho bài hát đã được tải lên kênh YouTube của GFriend và 1theK vào ngày 1 tháng 7 năm 2019, cùng thời điểm phát hành mini album. Sau đó, vào ngày 11 tháng 7, một phiên bản vũ đạo của video âm nhạc đã được phát hành. Tính đến năm 2021, video đã đạt được 31 triệu lượt xem.

## Giải thưởng
| Tên chương trình          | Ngày phát sóng   | Nguồn |
| ------------------------- | ---------------- | ----- |
| The Show (SBS MTV)        | 9 tháng 7, 2019  | [ 5 ] |
| Show Champion (MBC Music) | 10 tháng 7, 2019 | [ 6 ] |
| M Countdown (Mnet)        | 11 tháng 7, 2019 | [ 7 ] |
| Music Bank (KBS)          | 12tháng 7, 2019  | [ 8 ] |
| Show! Music Core (MBC)    | 13 tháng 7, 2019 | [ 8 ] |
| Inkigayo (SBS)            | 14 tháng 7, 2019 | [ 8 ] |

## Bảng xếp hạng
| Bảng xếp hạng (2019)       | Vị trí cao nhất |
| -------------------------- | --------------- |
| South Korea (Gaon)         | 27              |
| South Korea (Kpop Hot 100) | 13              |